# Проезд на Бочагу
Прое́зд на Бочагу — проезд в городе Сестрорецке Курортного района Санкт-Петербурга. Проходит вдоль Сестрорецкой железнодорожной линии и расположенной на ней платформы станции Сестрорецк до улицы Коммунаров.
Название появилось в начале XX века. Оно связано с водоёмом под названием Бочага, образовавшемся в 1807 году после прорыва плотины. Сейчас водоём разделен Сестрорецкой железнодорожной линией на два безымянных пруда — площадью 1,6 тыс. м² за домом 6 по Малой Канонерской улице и площадью 3,5 тыс. м² между домами 3 и 3а по улице Первого Мая. Бочаг — локальное расширение и углубление русла небольшой реки, озера, болота.
По проезду на Бочагу числятся два дома — 6 и 8; оба индивидуальные жилые.
Прежде проезд на Бочагу проходил только вдоль железной дороги. 28 декабря 2016 года в его состав включили участок, примыкающий к улице Коммунаров.